# Lidia Główczewska

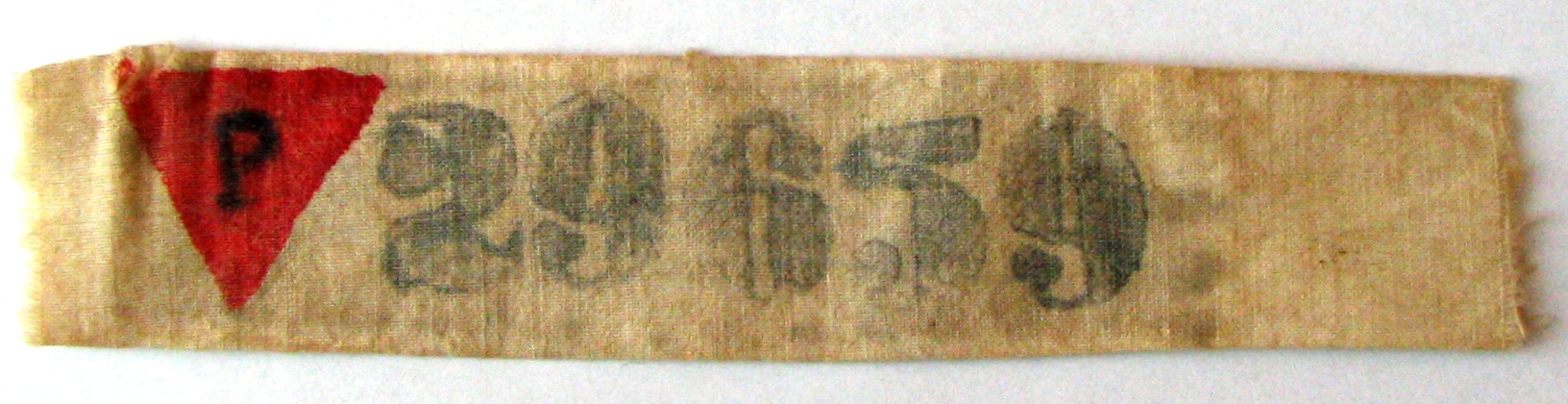
KL Stutthof 29659 – numer obozowy z pasiaka Lidii Główczewskiej

Lidia Główczewska, z domu Szmaglińska (ur. 20 lutego 1926 w Mośnie, powiat Chojnice, zm. 2 lutego 1991 w Czersku) – podczas II wojny światowej uczestniczyła wraz z rodziną w konspiracji w Borach Tucholskich, była więźniarka niemieckiego obozu koncentracyjnego Stutthof.

## Życiorys
Była córką Ignacego i Franciszki z domu Wielgosz, rolników z Mosny. Ukończyła szkołę podstawą w Ostrowitem. Współpracowała z partyzanckim ruchem oporu podczas II wojny światowej. Jej starszy brat Leon Szmagliński operował z grupą partyzantów w okolicznym Czerskowi rejonie Borów Tucholskich. W konspiracji działała większość rodziny Szmaglińskich z Mosny.
Grupa partyzantów zaczęła funkcjonować już 3 września 1939. W listopadzie 1940 koło Ostrowitego partyzanci wybudowali bunkier. Od wiosny 1940 grupa liczyła 4 osoby, a pod koniec 1943 - 15 osób. Lidia Szmaglińska i jej brat Henryk zaopatrywali partyzantów w jedzenie i ekwipunek. Niemcy wiedzieli o działaniach partyzantów, ale ze względu na rozległość lasów w okolicach Mosny i Ostrowitego nie mogli zlokalizować bunkra. Za pomaganie partyzantom groziło rozstrzelanie.
Została aresztowana przez Gestapo w wyniku wymuszonego donosu. Po aresztowaniu wraz z bratem bliźniakiem wywieziona do obozu koncentracyjnego Stutthof. W obozie przesłuchiwana i torturowana, zmuszana do niewolniczej pracy, nie zdradziła konspiracji.
W KL Stutthof przebywała od 24 grudnia 1943. aż do ewakuacji obozu przez hitlerowców w ”marszu śmierci” do 23 marca 1945. Otrzymała numer obozowy 29659.
Po wyjściu z KL Stutthof powróciła do Mosny. Ponieważ przeżyła obóz koncentracyjny była podejrzana przez władze PRL, że podpisała volkslistę i że została wpisana do tzw. trzeciej albo czwartej grupy niemieckiej. Wielokrotnie musiała składać deklarację wierności Narodowi Polskiemu i Demokratycznemu Państwu Polskiemu.  
W 1947 wyszła za mąż za Jana Główczewskiego, wspólnie z którym prowadziła gospodarstwo rolne do lat osiemdziesiątych XX wieku, do momentu przejścia na rolną rentę. Wychowała wspólnie z mężem czworo dzieci. W następstwie doznanych w Stutthofie obrażeń straciła wzrok i zdrowie. Działała w Polskim Związku Niewidomych oraz w Związku Bojowników o Wolność i Demokrację.
Zmarła w Czersku 2 lutego 1991, w wieku 65 lat po długiej i ciężkiej chorobie. Została pochowana na cmentarzu parafialnym w Czersku.

## Brat bliźniak Henryk Szmagliński
Aresztowany w dniu 20 stycznia 1944 przez Gestapo Danzig i osadzony w KL Stutthof 23 lutego 1944. W obozie oznaczony numerem 32030 jako więzień polityczny. Został zamordowany w 1945 w niemieckim obozie koncentracyjnym Stutthof, albo podczas jego ewakuacji.
Jego symboliczny grób znajduje się w Czersku, na Cmentarzu Honorowym Ofiar Faszyzmu.

## Odznaczenia
Za współpracę w walce o wolność Polski i pobyt w KL Stutthof została uhonorowana m.in.:
- Krzyżem Oświęcimskim (1987)
- Medalem Zwycięstwa i Wolności 1945 (1969)
- Odznaką Grunwaldzką (1973)